# Paralomis kyushupalauensis
Paralomis kyushupalauensis is een tienpotigensoort uit de familie van de Lithodidae. De wetenschappelijke naam van de soort is voor het eerst geldig gepubliceerd in 1985 door Takeda.